# Audi V8
O V8 foi um modelo de grande porte produzido pela Audi entre 1988 e 1994.